# Down Through the Ages
Pour plus de détails, voir Fiche technique et Distribution.
Down Through the Ages est un film muet américain réalisé par Sidney Olcott, sorti en 1912.
Produit par la Kalem Company, le film a été tourné en Égypte, durant l'hiver 1912,avec Jack J. Clark et Gene Gauntier dans les rôles principaux.

## Fiche technique
- Titre : Down Through the Ages
- Réalisation : Sidney Olcott
- Scénario : Gene Gauntier
- Photographie : George K. Hollister
- Décors : Allen Farnham
- Société de production : Kalem Company
- Société de distribution : General Film Company
- Longueur : 317 m
- Date de sortie : 1912

## Distribution
- Jack J. Clark : Jack Lawrence / Mefres
- Gene Gauntier : Miriam Morris / Kama
- J.P. McGowan : Henry Morris / grand prêtre
- Robert G. Vignola	: le comte Maspero

## À noter
- Une copie du film est conservée au British Film Institute National Film Archives, à Londres.